# Paterosaari
Paterosaari är en ö i Finland. Den ligger i sjön Kangasjärvi och i kommunen Sankt Michel i den ekonomiska regionen  S:t Michel och landskapet Södra Savolax, i den södra delen av landet, 240 km nordost om huvudstaden Helsingfors. Öns area är 0,3 hektar och dess största längd är 100 meter i sydväst-nordöstlig riktning.